# Toni Grand
Toni Grand (* 1935 in Gallargues-le-Montueux, Département Gard; † 29. November 2005 in Mouriès, Département Bouches-du-Rhône)
war ein französischer Bildhauer.

## Leben und Werk
Toni Grand war an der Kunsthochschule in Montpellier eingeschrieben und reiste mehrfach nach Paris um Kontakt mit Marta Pan zu halten. Zwischen 1962 und 1967 fertigte Grand Arbeiten aus Blei, Stahl und Aluminium. In den 1970er Jahren begann Toni Grand vornehmlich mit Holz zu arbeiten.

„Seit 1977 kombiniert er Holz mit Polyesterbeschichtung und schafft langgliedrige Objekte, bei denen die von den Formen umschlossenen Hohlräume integraler Bestandteil des Werkes sind. Mitte der achtziger Jahre integriert er in seine Skulpturen massive unbehauene Steine und Tierknochen.
Mit Hilfe eines in Polyester eingeschlossenen Fisches sowie Harz und Glasfaser repariert Toni Grand 1987 eine 1977 entstandene Arbeit aus Holz, die inzwischen beschädigt worden war. Das so entstandene Werk Réparation ist der Auftakt zu einer Serie, in der Fisch (ein Meeraal oder Aal) zum wichtigsten Material des Werks wird.“

 Skulpturen aus der Serie Réparation waren 1997 auf der documenta X zu sehen.